# Christine Deroin
Christine Deroin (...) è una scrittrice, attrice teatrale e regista francese.
Ha diretto per anni vari laboratori di scrittura in zone periferiche. Anima, nella regione Centro, il «Théâtre Orage». Vive oggi a Parigi. Dopo aver conseguito una laurea in filosofia, ha adattato per la scena, tra gli altri, I fratelli Karamazov di Fëdor Dostoevskij e L'herbe rouge di Boris Vian. Il suo romanzo Mot à Mot ha ottenuto il Premio Murat 2003 a Bari ed è stato tradotto in italiano; una versione per la scena, Les mots de Florentine, è stata realizzata nel 2004. Ha pubblicato inoltre Les chemins détournés nel 1999. Il suo ultimo romanzo, La Griffe intérieure, è stato pubblicato nel 2005.
L'influenza della sua attività teatrale sullo stile dei suoi testi narrativi è evidente: le descrizioni delle azioni, dei luoghi e dei personaggi possiedono una forza visiva non indifferente; la presenza di lunghe porzioni di discorso diretto richiamano il monologo teatrale; l'uso della paratassi e di frasi brevi rendono la narrazione efficace dal punto di vista scenico. 

## Pubblicazioni
- Les chemins détournés, Parigi, Atout, 1999
- Mot à Mot, Parigi, L'Inventaire, 2002 (edizione italiana: Parola per parola, (Nardò, Besa Editrice, 2003)
- La Griffe intérieure, Parigi, L'Inventaire, 2005